# Jean Lavallée
Jean Levallee (Saint-Nazaire, 11 ottobre 1913 – Campo di concentramento di Buchenwald, 5 ottobre 1944) è stato un militare e partigiano francese, che operò nel corso della seconda guerra mondiale dapprima come ufficiale sui sottomarini e poi nelle file della resistenza francese. Catturato e condannato a morte, dopo la fine del conflitto fu dichiarato Mort pour la France ed insignito della Croce di Cavaliere della Legion d'onore e della Médaille de la Résistance.

## Biografia

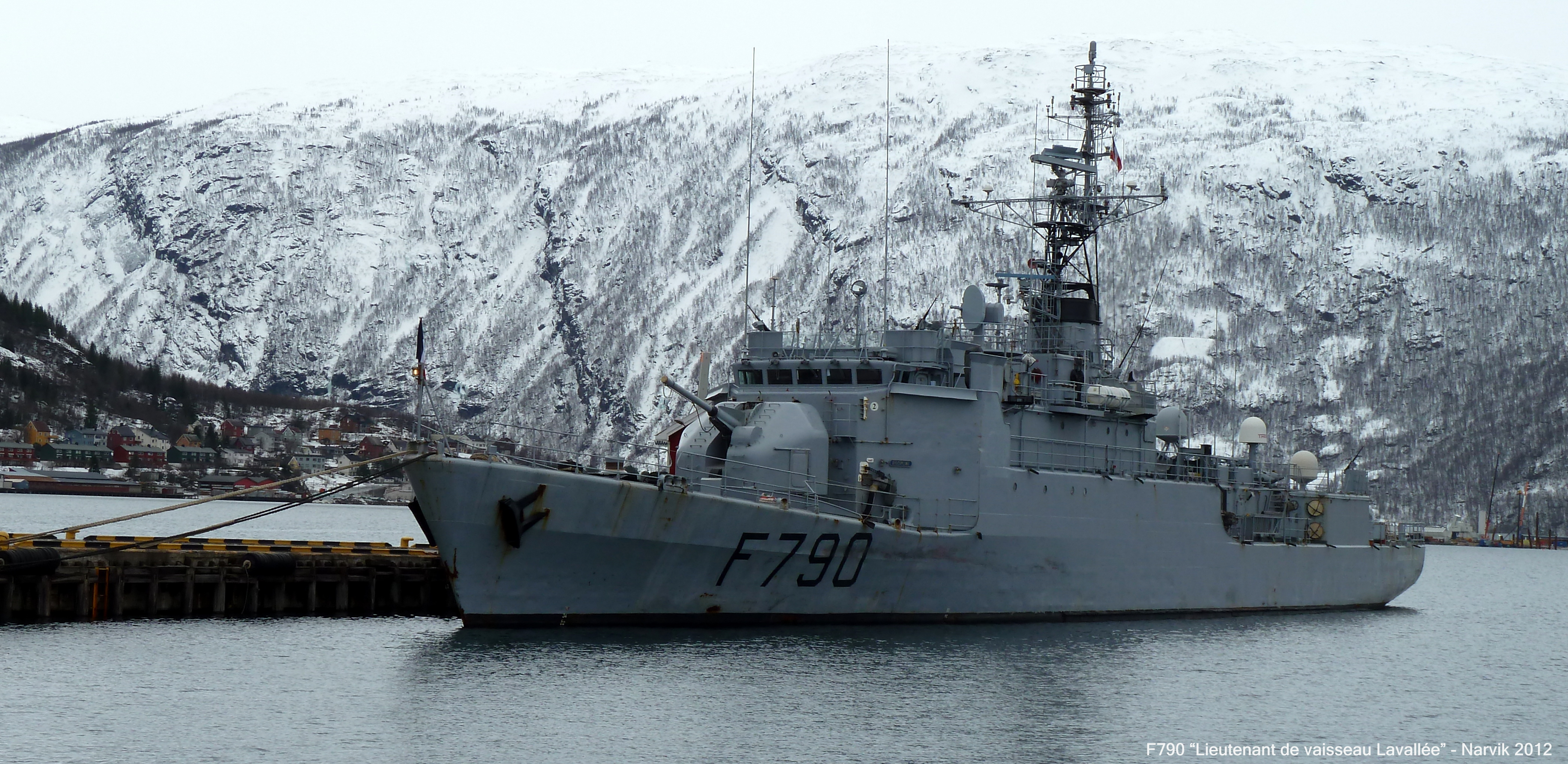
L'avviso F-790 Lieutenant de vaisseau Lavallée a Narvik.

Nacque a Saint Nazaire l'11 ottobre 1913, figlio di Jean  impiegato presso il locale municipio, e di Lucienne Lemoine, all'interno di una famiglia della lunga tradizione marittima. Suo padre morì durante la Grande Guerra, primo cittadino di Sant Nazaire a cadere in combattimento. Allievo della nazione venne cresciuto da sua madre per la quale nutrì sempre un profondo attaccamento. Studiò al collegio "Aristide Briand" a Saint Nazaire, poi al Liceo "Dupuy de Lôme" a Lorient. 
Nell'ottobre 1932 iniziò a frequentare l'École Navale, da cui uscì con il grado di aspirante ufficiale nell'ottobre dell'anno successivo. Alfiere di seconda classe (ottobre 1935), prestò servizio al comando generale a Cherbourg e poi sullo sloop Ville d'Ys appartenente alla stazione navale di Terranova e della Groenlandia (novembre 1935).
Alfiere di 1ª classe (ottobre 1936), frequentò un corso presso il Servizio Idrografico della Marina e poi i corsi presso la Scuola di navigazione subacquea di Tolone. Dall'agosto 1938 fu imbarcato sul sottomarino Agosta come ufficiale di manovra, e dopo lo scoppio della seconda guerra mondiale, nell'aprile 1940 passò sull'incrociatore ausiliario Amiénois, con cui prese parte alla campagna di Norvegia. Prestò poi servizio presso DCA di Tolone, e poi, nel febbraio 1941, presso il Centro sottomarini. Imbarcatosi sul sottomarino Henri Poincaré, appartenente alla divisione navale dell'Africa Occidentale, come terzo ufficiale, passò infine sul sottomarino Antiope come secondo ufficiale. Divenne tenente di vascello nel marzo 1942.
Nel maggio 1943 fu assegnato ad Algeri dove spiegò ai suoi superiori il suo desiderio di svolgere missioni speciali e di entrare in azione contro il nemico il prima possibile. Si unì alla Resistenza francese e il 17 luglio dello stesso anno fu inviato in Inghilterra. Dopo un'ulteriore formazione tecnica a Londra, assunto il nome di copertura di Henri Delattre, agente di porto e di pesca, fu paracadutato in Vandea con i suoi compagni e il loro equipaggiamento nella notte tra il 16 e il 17 agosto 1943. La sua missione era quella di creare un centro informazioni e una rete di spionaggio a Saint Nazaire e a Nantes.
Arrestato a Parigi alle 7:00 dell'11 dicembre 1943, tradito da una agente dell'Abwehr che faceva il doppio gioco, fu interrogato nella sede della Gestapo, in Avenue Foch. Si rifiutò, nonostante le torture a cui venne sottoposto, di fornire la minima indicazione delle sue attività. Incarcerato nella prigione di Fresnes, venne poi trasferito al campo di Royallieu, vicino a Compiègne con diversi altri ufficiali dei servizi speciali. 
Deportato insieme ad altri 36 ufficiali francesi, inglesi, canadesi e belgi nel campo di concentramento di Buchenwald il 17 agosto 1944, vi fu fucilato il 5 ottobre dello stesso anno. Solo tre ufficiali sfuggirono all'esecuzione, incluso Stéphane Hessel. Il corpo fu successivamente bruciato nel forno crematorio.
Il nome di "Lieutenant Jean Lavallée" è stato onorato dalla Marine nationale, che gli ha intitolato un avviso della Classe A-69 nel 1974.
Dichiarato Mort pour la France suo nome è iscritto sul monumento posto nel cimitero comunale di La Baule-Escoublac, sul memoriale dei servizi speciali 1939-1945, square Alfasser a Ramatuelle e a Weimar sulla placca apposta sull'anticamera del forno crematorio.

### Annotazioni
1. ↑  Tra i suoi antenati vi era un Jean Lavallée, capitano di lungo corso, morto in mare, e un l'altro che fu preside di una scuola a Méan Penhoet.
2. ↑  Imbarcato  sull'Amiénois venne citato all'ordine del giorno della divisione: ...a fait preuve de beaucoup d'allant et de sang-froid au cours des opérations auxquelles a pris part son bâtiment.

### Fonti
1. ↑  Taillemite 2002, p. 313.
2. 1 2 3 4 5 6 7  Memorial National des Marins.
3. 1 2 3 4 5 6 7 8 9 10 11 12 13 14 15  École Navale.